# Conus actangulus
Conus actangulus é uma espécie de gastrópode do gênero Conus, pertencente a família Conidae.